# Karun-4
Karun-4 (perz.: سد کارون ۴) je betonska lučna brana i velika hidroelektrana na rijeci Karun u Iranu odnosno pokrajini Čahar-Mahal i Bahtijari. Betonski radovi počeli su 4. veljače 2006. godine, a puštena je u promet 2010. godine. Strojarnica s četiri Francisove turbine pojedinačne snage 250 MW je nadzemnog tipa, a visinom od 230 m premašila je Karun-3 i postala najvećom branom u Iranu.

## Poveznice
- Popis iranskih brana
- Popis iranskih hidroelektrana

## Vanjske poveznice
- (engl.)(perz.) Službene stranice projekta Karun-4[neaktivna poveznica]

Galerije
- (engl.) IRIB: Karoon 4 Dam in Chahar Mahale Bakhtiyari Province

Ostali projekti
|  | Zajednički poslužitelj ima još gradiva o temi Karun-4 |